# Departamento de Guerra de los Estados Unidos
El Departamento de Guerra de los Estados Unidos (en inglés: United States Department of War, también denominado ocasionalmente War Office) fue el departamento ejecutivo federal responsable de la operación y el mantenimiento del Ejército de los Estados Unidos, integrando el poder ejecutivo de ese país. También fue responsable de los asuntos navales hasta el establecimiento del Departamento de la Armada en 1798, y de la mayor parte de la Fuerza Aérea hasta la creación del Departamento de la Fuerza Aérea el 18 de septiembre de 1947.
El departamento estuvo a cargo del Secretario de Guerra de los Estados Unidos.
El Departamento de Guerra existió desde el 7 de agosto de 1789 hasta el 18 de septiembre de 1947, cuando (por la Ley de Seguridad Nacional de 1947 y la Orden Ejecutiva 9877 del presidente Harry S. Truman) se dividió en el Departamento del Ejército y el Departamento de la Fuerza Aérea y se unió al Departamento de la Armada como parte del nuevo «Establecimiento Militar Nacional» conjunto, rebautizado como Departamento de Defensa de los Estados Unidos en 1949.

## Historia

### Primeros años
Poco después del establecimiento de un gobierno federal bajo el presidente George Washington en 1789, el Congreso creó el Departamento de Guerra como una agencia civil para administrar el ejército de campaña bajo el presidente (como comandante en jefe) y el secretario de guerra. El general retirado, Henry Knox, fue el primer Secretario de Guerra de los Estados Unidos. El 8 de noviembre de 1800, el edificio del Departamento de Guerra con sus registros y archivos fue consumido por un incendio.

### 1800-1860
La fundación de la nueva academia militar en West Point en 1802 fue importante para el crecimiento futuro del ejército estadounidense. En agosto de 1814, durante la quema de Washington, volvió a incendiarse el edificio del Departamento de Guerra. Los únicos registros perdidos fueron recomendaciones de nombramientos para el Ejército y cartas recibidas de siete años anteriores. Los múltiples fracasos de la guerra anglo-estadounidense de 1812 convencieron al gobierno estadounidense de que era necesaria una reforma profunda del Departamento de Guerra. El secretario de Guerra, John C. Calhoun reorganizó el departamento en un sistema de oficinas, cuyos jefes se mantuvieron en el cargo de por vida, y designó a un comandante general en el campo, aunque no fue autorizado por el Congreso. Winfield Scott se convirtió en el general en jefe hasta el inicio de la guerra de secesión en 1861. Los jefes de las oficinas actuaron como asesores del Secretario de Guerra mientras comandaban sus propias tropas e instalaciones de campo. Las oficinas con frecuencia entraron en conflicto entre sí, pero en las disputas con el comandante general, el Secretario de Guerra generalmente apoyó a las oficinas. El Congreso reglamentó detalladamente los asuntos de cada oficina, y sus jefes buscaron apoyo en ese cuerpo.
Calhoun estableció la Oficina de Asuntos de Nativos Estadounidenses en 1824, la agencia principal dentro del Departamento de Guerra para tratar con los nativos estadounidenses hasta 1849, cuando el Congreso lo transfirió al Departamento del Interior.

### Guerra de Secesión
Durante la guerra de Secesión, las responsabilidades del Departamento de Guerra se expandieron. Manejó el reclutamiento, entrenamiento, suministro, atención médica, transporte y pago de dos millones de soldados, que comprendieron tanto el ejército regular como el ejército voluntario temporal. Una estructura de mando separada se hizo cargo de las operaciones militares.
En las últimas etapas de la guerra, el Departamento se hizo cargo de los refugiados y los libertos (esclavos liberados) en los estados del Sur a través de la Oficina de Refugiados, Libertos y Tierras Abandonadas. Durante la reconstrucción, esta oficina desempeñó un papel importante en el apoyo a los nuevos gobiernos republicanos en los estados del sur. Cuando la reconstrucción terminó en 1877, el Ejército retiró las últimas tropas de la ocupación militar del sur y los últimos gobiernos estatales republicanos de la región terminaron.

### 1890-1939
El Ejército de los Estados Unidos, con 39 000 hombres en 1890, era el ejército más pequeño y menos poderoso de todas las grandes potencias a fines del siglo XIX. En contraste, Francia tenía un ejército de 542 000 hombres. Los voluntarios temporales y las unidades de las milicias estatales lucharon principalmente en la guerra hispano-estadounidense de 1898. Este conflicto demostró la necesidad de un control más efectivo sobre el departamento y sus oficinas.
El secretario Elihu Root (1899-1904) instituyó una serie de importantes reformas del Ejército, que incluyeron un aumento permanente de la fuerza, la creación de un Estado Mayor General, la rotación de los oficiales del personal, cambios en las promociones, la planificación conjunta por parte del Ejército y la Armada, y la reorganización del sistema educativo del Ejército.
El sucesor de Root como secretario de guerra, William Howard Taft, regresó a la tradicional alianza de secretarios y oficinas, subordinando al jefe de Estado Mayor al ayudante general. El secretario Taft ejerció poco poder, ya que el presidente Theodore Roosevelt tomó las principales decisiones. En 1911, el secretario Henry L. Stimson y el general de división Leonard Wood, su jefe de personal, revivieron las reformas fundamentales. El personal general les ayudó en sus esfuerzos por racionalizar la organización del ejército en la línea moderna y en la supervisión de las oficinas.

### Segunda Guerra Mundial
Durante la Segunda Guerra Mundial, el general George Marshall asesoró principalmente al presidente Franklin D. Roosevelt sobre la estrategia militar y dedicó poco esfuerzo a actuar como gerente general del Departamento de Guerra. Muchas agencias fragmentaron la autoridad, cargando al jefe de personal con demasiados detalles, haciendo que todo el Departamento de Guerra esté mal orientado hacia la dirección del ejército en una guerra global. El general Marshall describió al jefe de Estado Mayor como un «puesto de mando pobre». El presidente Roosevelt nombró a Henry L. Stimson como Secretario de Guerra; después del ataque japonés a Pearl Harbor, Stimson apoyó a Marshall en la reorganización del ejército bajo la Ley de Poderes de Guerra de 1941. Dividió al Ejército de los Estados Unidos en tres componentes autónomos para llevar a cabo las operaciones del Departamento de Guerra: fuerzas terrestres del ejército (que entrenaron tropas terrestres); las fuerzas aéreas del ejército (que se desarrollaron como un brazo aéreo independiente); y los servicios de suministro (más tarde fuerzas de servicio del ejército; que dirigieron las operaciones administrativas y logísticas). La División de Operaciones actuó como personal de planificación general para el General Marshall. Para 1942, las Fuerzas Aéreas del Ejército obtuvieron una virtual independencia en todos los aspectos del resto del ejército.

### Años posteriores
La Ley de Seguridad Nacional de 1947 dividió el Departamento de Guerra en el Departamento del Ejército y el Departamento de la Fuerza Aérea, y desde entonces el Secretario del Ejército y el Secretario de la Fuerza Aérea han actuado como gerentes operativos del nuevo Secretario de Defensa.

## Sedes
En los primeros años, entre 1797 y 1800, el Departamento de Guerra tenía su sede en Filadelfia; se mudó con las otras agencias federales a la nueva capital nacional en el Distrito de Columbia, en 1800. En 1820, la sede se mudó a un edificio en la calle 17 y la avenida Pensilvania, adyacente a la Mansión Ejecutiva, formando parte de un complejo de cuatro edificios de ladrillo de estilo georgiano/federal de ladrillo utilizados los departamentos de Guerra en el noroeste, de la Armada en el suroeste, y al otro lado de la Casa Blanca, de Estado al noreste y del Tesoro al sureste.
El edificio del Departamento de Guerra se complementó en la década de 1850 con un edificio al otro lado de la calle al oeste, conocido como el Anexo. Este se hizo muy importante durante la guerra civil ya que el presidente Abraham Lincoln visitaba la sala de telégrafos del departamento de Guerra en busca de actualizaciones e informes constantes. Las estructuras originales de 1820 para los departamentos de Guerra y de la Armada fueron reemplazadas en 1888 por la construcción de un nuevo edificio con techos de mansarda, de estilo del Segundo Imperio francés, denominado State, War, and Navy Building, construido en el mismo lugar. También albergó la sede del Departamento de Estado. Actualmente se lo denomina Edificio de la Oficina Ejecutiva Eisenhower y está catalogado como Monumento Histórico Nacional.
En la década de 1930, el Departamento de Estado le quitaba espacios de oficinas al Departamento de Guerra, y la Casa Blanca también deseaba un espacio de oficinas adicional. En agosto de 1939, el Secretario de Guerra Harry H. Woodring y el Jefe de Estado Mayor Interino del Ejército George C. Marshall trasladaron sus oficinas al Edificio de Municiones, una estructura temporal construida en el National Mall durante la Primera Guerra Mundial. A fines de la década de 1930, el gobierno construyó el Edificio del Departamento de Guerra (que pasó a llamarse Edificio Harry S. Truman en 2000) en Foggy Bottom, pero una vez finalizado, el nuevo edificio no resolvió el problema de espacio del departamento. Finalmente, dicho edificio fue transferido al Departamento de Estado, siendo su sede hasta la actualidad.
Cuando el Secretario de Guerra Henry L. Stimson tomó posesión de su cargo al comienzo de la Segunda Guerra Mundial, la sede del Departamento de Guerra se había extendido desde el edificio de Municiones hacia otros muchos edificios en Washington D. C. y sus suburbios en Maryland y Virginia. El 28 de julio de 1941, el Congreso autorizó la financiación de un nuevo edificio del Departamento de Guerra en Arlington (Virginia), que albergaría a todo el departamento bajo un mismo techo. El Pentágono se inauguró en 1943.